# メロキシカム
メロキシカム(Meloxicam)は、鎮痛剤及び解熱剤の効果を持つ非ステロイド性抗炎症薬である。オキシカムの誘導体で、ピロキシカムと近い関係にあり、エノール型である。ベーリンガーインゲルハイムが開発した。メロキシカムは、投与後、約30分から60分で痛みを緩和し始める。

## 作用機構
メロキシカムは、プロスタグランジン合成の第1段階として、アラキドン酸を炎症を仲介するプロスタグランジンH2に変換するシクロオキシゲナーゼを阻害する。メロキシカムは、特に低投与量では、プロスタグランジンエンドペルオキシドシンターゼ1(COX-1)よりもプロスタグランジンエンドペルオキシドシンターゼ2(COX-2)に対する選択性を持つ。
滑液中のメロキシカム濃度は、血漿の40%から50%の範囲である。滑液中にはアルブミンが少ないため、滑液の遊離画分は、血漿の2.5倍も高い。この浸透の重要性は未知であるが、恐らく動物モデルで関節炎の治療に非常に有効な原因になっていると考えられる。

## 副作用
メロキシカムの使用は、胃腸に対する毒性や出血、耳鳴り、ひどい頭痛、発疹、黒色便等を引き起こすことがある。ジクロフェナク、ピロキシカム、ナプロキセン、そして恐らくCOX-2選択性を持たない他の全ての非ステロイド性抗炎症薬と比べれば、胃腸に対する副作用は少ない。メロキシカムはトロンボキサンAを阻害するが、血小板の機能を妨害するレベルの濃度では見られない。最大60日間の任意抽出された統合分析実験で、メロキシカムはジクロフェナクと比べ、統計的に血栓塞栓性合併症の可能性が大幅に減るが(0.2% vs 0.8%)、ナプロキセンやピロキシカムとは同程度の血栓塞栓発生率であることが分かった。

## 家畜への使用
メロキシカムは家畜に対しても用いられる。主に犬や猫に対してであるが、認可外ではあるものの牛や外来種等、他の動物にも用いられる。アメリカ食品医薬品局は、製造者に対して、認可外使用の奨励についての違反通告を送付した。アメリカ合衆国では、この薬品は犬の変形性膝関節症での痛みや炎症の制御のみに用いられる。この薬品が1990年代初頭から入手可能であったヨーロッパでは、犬の急性及び慢性痛の緩和を含む他の抗炎症用にも使用が認められている。動物の副作用は、ヒトのものと似ており、最も主要な副作用は胃腸の炎症（嘔吐、下痢、潰瘍）である。数は少ないが重篤な副作用には、肝臓や腎臓に対する毒性がある。
2003年から犬用の経口液体メロキシカムがアメリカ合衆国で認可され、2005年1月には「猫には使ってはいけない」("Do not use in cats.")という注意書きが製品に太字で書かれるようになった。犬用の注射用メロキシカムは2003年11月にアメリカ食品医薬品局に認可された。これは、2004年10月には、外科手術での使用に限って猫に使うことも認められた。
アメリカ合衆国では、2010年7月時点での製造者による注意書きで、注射用のメロキシカムは、猫の手術用には1回の使用のみ認められるとされており、2回の投与については警告がなされている。2007年6月、新しい経口用のメロキシカムが、猫の長期間の痛みの緩和用にヨーロッパで認可された。2008年6月時点では、オーストラリア、ニュージーランド、ヨーロッパ全体で猫の長期間の痛みの緩和用に認可されている。

### 安全上の問題
猫に対する認可外の利用によって、回復不能な腎臓損傷や死に至る事例が多数報告されている。メロキシカムを含む非ステロイド性抗炎症薬の猫への大量投与によって、深刻な腎臓障害が生じたとする査読論文もある。